# Ugone da Alatri
Ugone (Ugo) da Alatri (Alatri, metà del secolo XI – Puglie, 1121) è stato un cardinale italiano.

## Biografia
Educato presso il monastero di Montecassino, dopo una fulgida carriera che lo vide prima cappellano e suddiacono pontificio, poi vicecancelliere, fu creato cardinale da papa Pasquale II nel 1105 con il titolo dei Santi XII Apostoli, secondo le informazioni che di lui offre il nipote Pandolfo, biografo dei pontefici di quel tempo.
Fu protagonista di uno dei momenti più drammatici della lotta antipapale di Enrico V. 
Nel 1118 la Rocca di San Felice Circeo, a lui affidata da Pasquale II, fu assalita invano per ventotto giorni dall'imperatore Enrico V, che, quattro anni dopo, avrebbe messo fine alla lotta per le investiture con il Concordato di Worms. 
Tornato a Roma, fu costretto a fuggire nella notte attraverso le acque del Tevere con il nuovo papa Gelasio II per le continue minacce dell'imperatore; quando questi, dopo un lungo inseguimento, stava per irrompere sulle galee papali, Ugone mise in salvo il vecchio pontefice, e caricandoselo sulle proprie spalle (da cui l'appellativo di novello Enea) lo condusse a riva nascondendolo nel Castello di San Paolo di Ardea. Forse per ricompensa, Ugo viene nominato rettore pontificio di Benevento. 
Morì nel 1121 durante un viaggio nelle Puglie, inviato da Callisto II per far desistere Ruggeri di Sicilia dall'assedio della rocca di Nicefori in Calabria.